# Club Sportivo Miramar
El Club Sportivo Miramar fue un equipo uruguayo de fútbol fundado en 1915 en la estación Pocitos. En 1980, se fusionó con su vecino Misiones, formando el actual Club Sportivo Miramar Misiones.

## Historia
El "Club Miramar" fue fundado el 17 de octubre de 1915 en la zona de Villa Dolores. Toma su nombre del Almacén "Miramar" al cual concurrían los fundadores. "Miramar" también era uno de los nombres por el cual el barrio era conocido.  
Tempranamente los apodos del equipo ya eran: "cebritas" (por la camiseta a rayas blancas y negras parecida a la piel de las cebras) y "monitos" (por la cercanía del club al Zoológico de Villa Dolores) 

### Debut oficial de Miramar
Miramar debutó oficialmente el domingo 16 de abril de 1916, derrotando 2 a 1 a Liverpool, en partido jugado por el Campeonato Uruguayo de Tercera Extra de ese año. En ese primer año ascendieron el propio Liverpool y también Misiones (futuro socio), que ganó una final de clasificación frente a Colón. Miramar lograría el ascenso al año siguiente.

### Alejamiento de la A.U.F.
Durante el cisma del fútbol uruguayo, Miramar decide apoyar la creación de la Federación Uruguaya de Football, pero no logra participar en Primera División de dicha entidad. Entonces, Miramar participa de torneos barriales hasta el año 1933, cuando reingresa a la Asociación Uruguaya de Fútbol, que reconoce su antigüedad y le permite participar en la Divisional Extra.

### Primera División
En 1942, Miramar compite en el primer campeonato de Primera "B", logrando el título de campeón y el ascenso a Primera División. Al año siguiente, los cebritas logran destacada actuación culminando terceros, siendo solamente superados por los históricos Nacional y Peñarol. Desciende en 1947 después de participar 5 años consecutivos en la "A", luego vuelve a lograr el título de la "B" en 1953, pero desciende nuevamente al año siguiente.

### La caída
En 1958 Miramar pierde la categoría y desciende de la "B" a la Intermedia. Para peor, en 1959 vuelve a descender, ahora a la Divisional Extra, siendo el peor momento del club.
En el año 1976, Miramar estuvo fusionado unos meses con Albion, formando el "Albion-Miramar" que jugó en la Divisional "B" durante esa temporada, desarmándose luego.

### Último año: ascenso a la "A" y fusión
Tras varios años de corrido en la “B”, en el año 1979 vuelve a pelear por el ascenso. Miramar realizó un gran torneo y eso posibilitó llegar a las finales contra Progreso en el Estadio Centenario. En las finales el conjunto “gaucho del pantanoso” fue el vencedor. Pero había una segunda oportunidad, el “repechaje”. Se disputó un triangular entre Miramar como segundo colocado en la B, La Luz que había sido el tercero y Liverpool que no quería descender de Primera División. Liverpool venció a La Luz, mientras que Miramar igualó 1 a 1 con los de “Aires Puros”. El partido decisivo, en el Estadio Luis Franzini, ante unas 7000 personas, llegaba el último minuto del partido con empate 1 a 1. Fue que tras un centro, el recién ingresado Aguerre se eleva y llega antes que el golero rival para poner el 2 a 1 definitivo.
En el año 1980, con el club ascendido para jugar la Primera División, llegaría la fusión con el Club Misiones, continuando la historia en el actual Club Sportivo Miramar Misiones.

## Uniforme
- Uniforme titular: Camiseta a rayas finas verticales blancas y negras, pantalón negro y medias negras.

## Palmarés

### Torneos nacionales
- Segunda División Profesional (2): 1942 y 1953.
- Divisional Intermedia (1): 1935.
- Divisional Extra (2): 1917 y 1937.

## Básquetbol
De Miramar surgió un club de básquetbol: el Miramar Basket Ball Club, fundado en 1953 como entidad jurídica independiente y que continua compitiendo de esa manera en la actualidad.